# Бівер (округ, Оклахома)
Шаблон:StateAbbr_ 36°45′ пн. ш. 100°29′ зх. д. / 36.75° пн. ш. 100.48° зх. д.
Округ  Бівер (англ. Beaver County) — округ (графство) у штаті  Оклахома, США. Ідентифікатор округу 40007.

## Історія
Округ утворений 1890 року.

## Демографія
За даними перепису 
2000 року 
загальне населення округу становило 5857 осіб, усе сільське.
Серед мешканців округу чоловіків було 2960, а жінок — 2897. В окрузі було 2245 домогосподарств, 1706 родин, які мешкали в 2719 будинках.
Середній розмір родини становив 2,99.
Віковий розподіл населення поданий у таблиці:
| Стать    | До 15 років | 15-21 | 22-29 | 30-39 | 40-49 | 50-65 | 65-85 | Понад 85 |
| -------- | ----------- | ----- | ----- | ----- | ----- | ----- | ----- | -------- |
| Чоловіки | 647         | 310   | 212   | 369   | 474   | 506   | 386   | 56       |
| Жінки    | 595         | 269   | 200   | 402   | 399   | 482   | 451   | 99       |

## Суміжні округи
- Мід, Канзас — північ
- Кларк, Канзас — північний схід
- Гарпер — схід
- Елліс — південний схід
- Ліпском, Техас — південь
- Очилтрі, Техас — південний захід
- Техас — захід
- Сюорд, Канзас — північний захід

## Виноски
1. ↑  U.S. Decennial Census. United States Census Bureau. Архів оригіналу за 2 березня 2013. Процитовано 18 лютого 2015.
2. ↑  Historical Census Browser. University of Virginia Library. Архів оригіналу за 30 травня 2019. Процитовано 18 лютого 2015.
3. ↑  Forstall, Richard L., ред. (27 березня 1995). Population of Counties by Decennial Census: 1900 to 1990. United States Census Bureau. Архів оригіналу за 19 лютого 2015. Процитовано 18 лютого 2015.
4. ↑  Census 2000 PHC-T-4. Ranking Tables for Counties: 1990 and 2000 (PDF). United States Census Bureau. 2 квітня 2001. Архів оригіналу (PDF) за 18 грудня 2014. Процитовано 18 лютого 2015.
5. ↑  State & County QuickFacts. United States Census Bureau. Архів оригіналу за 7 липня 2011. Процитовано 8 листопада 2013. [Архівовано 2011-06-06 у Wayback Machine.](англ.) Наведено за англійською вікіпедією.
6. ↑  American FactFinder. Бюро перепису населення США. Архів оригіналу за 26 лютого 2012. Процитовано 31 січня 2008. [Архівовано 2008-05-21 у Wayback Machine.]

| США | Це незавершена стаття з географії США. Ви можете допомогти проєкту, виправивши або дописавши її. |